# Terremoto de Fukui de 1948
El terremoto de Fukui de 1948 ocurrió en la prefectura de Fukui, Japón. El terremoto de magnitud 6,8 se produjo a las 16:13 hora local del 28 de junio de 1948. El hipocentro del terremoto estuvo aproximadamente a 10 kilómetros al noreste de Fukui, en el actual barrio de Maruoka, ciudad de Sakai. El temblor más fuerte se produjo en la ciudad de Fukui, donde se registró como 6 en la escala sísmica de la Agencia Meteorológica de Japón.

## Terremoto
El terremoto devastó Fukui, que aún se estaba recuperando de los daños sufridos durante los ataques aéreos de la Segunda Guerra Mundial en julio de 1945. Daños en toda la llanura aluvial de Fukuiheiya hasta la vecina prefectura de Ishikawa. Las estimaciones oficiales de víctimas ascendieron a 3.769 muertos y 22.203 heridos, con más de 36.000 edificios completamente destruidos. En el distrito de Kanazugocho; Maruoka y Harue; y el distrito de Yoshida, casi todos los edificios fueron arrasados. En la ciudad central de Fukui, adyacente al epicentro, aproximadamente el 79% de las estructuras quedaron completamente destruidas, mientras que la tasa de destrucción general en la llanura aluvial de Fukuiheiya superó el 60%. Los incendios provocados por el terremoto agravaron la destrucción.
El terremoto también dañó gravemente los diques del río Kuzuryū. Las lluvias récord caídas en las semanas posteriores al terremoto provocaron la rotura de los diques, lo que provocó inundaciones masivas.
Aunque tres años de daños de guerra, terremotos, incendios e inundaciones redujeron la ciudad a cenizas, continuó reconstruyéndose. En honor a la resiliencia de los ciudadanos, la carta ciudadana de Fukui proclama a Fukui "Ciudad del Fénix".

## Geología
Este terremoto fue causado por una falla de deslizamiento previamente desconocida. La falla se extiende desde Kanazu hasta Fukui,con una longitud de 25 kilómetros, y más tarde fue denominada "Falla del Terremoto de Fukui". Los temblores se sintieron hasta Mito en el este y Saga en el oeste.

## Daños
Los daños fueron mayormente reportados en la llanura de Fukui, donde la tasa de colapso de los edificios fue de más del 60%, ya que los temblores se hicieron mayores debido a que era una llanura aluvial, y muchos de los edificios se construyeron recién después de la guerra y eran un poco inestables.
Como mucha gente estaba cocinando cuando se produjo el terremoto, muchos incendios se propagaron después del terremoto. Como las carreteras y el sistema de abastecimiento de agua resultaron dañados, se necesitaron cinco días para apagar los incendios, por lo que causaron daños devastadores.
Aunque los grandes almacenes Daiwa se derrumbaron, el edificio del Banco Fukui justo al lado no sufrió daños importantes. Se cree que fue porque el edificio del Banco Fukui tenía alrededor de 500 tubos de cimentación profundos a 10 metros de profundidad en el suelo.
Casi todas las casas de los agricultores en el área del epicentro se derrumbaron, pero la mayoría de los agricultores estaban afuera, por lo que no hubo muchas víctimas.

### Víctimas
En ese momento, fue el terremoto más mortífero después de la Guerra del Pacífico, ahora reemplazado por el terremoto de Hanshin de 1995 y el terremoto de Tōhoku de 2011. Este terremoto mató a 3.769 personas, principalmente en la ciudad de Sakai, entonces parte de la ciudad de Fukui, donde la tasa de mortalidad era superior al 1%.

### Daños a la propiedad
- El castillo de Maruoka se derrumbó.
- Las estaciones Hosorogi y Kanazu colapsaron.
- Los grandes almacenes Daiwa se derrumbaron.
- Un teatro en Fukui se derrumbó y se incendió, matando a unos cientos de personas.

### Otros
- Los diques dañados por el terremoto y las lluvias torrenciales provocaron el desbordamiento del río Kuzuryū.

## Influencia
La Agencia Meteorológica de Japón añadió Shindo 7 a la escala de intensidad sísmica de la Agencia Meteorológica de Japón.